# His Mother-in-Law's Visit
His Mother-in-Law's Visit  è un cortometraggio muto del 1913, diretto da Charles H. France, che ha come protagonista Alice Washburn.

## Trama
Trama di Moving Picture World synopsis in (EN)  su IMDb

## Produzione
Il film fu prodotto dall'Edison Company.

## Distribuzione
Distribuito dalla General Film Company, il film - un cortometraggio in una bobina - uscì nelle sale cinematografiche statunitensi il 9 luglio 1913.